# Kálmán Kandó

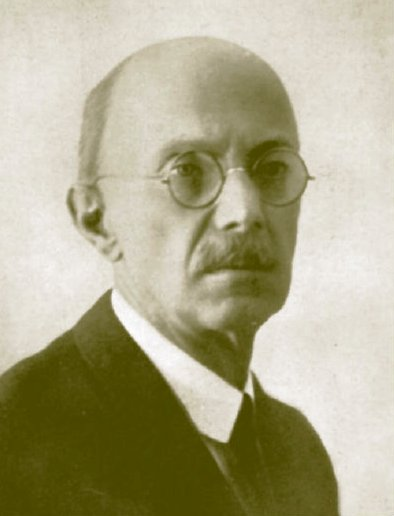
Kálmán Kandó

Kálmán Kandó von Egerfarmos und Sztregova (* 10. Juli 1869 in Pest; † 13. Januar 1931 in Budapest) war ein ungarischer Ingenieur, Erfinder und Eisenbahnpionier.

## Leben und Wirken
Kandó besuchte das Fasori Evangélikus Gimnázium und studierte von 1888 bis 1892 Maschinenbau an der Technischen Universität Budapest. Anschließend absolvierte er einen Dienst als Einjährig-Freiwilliger bei der k.u.k. Kriegsmarine. Danach arbeitete er bei der Compagnie de Fives Lille in Paris, wo er sich der neuartigen Mehrphasenwechselstrom-Technik widmete.
Er erwarb sich dort einen guten Ruf, sodass der Direktor von Ganz & Co. in Budapest, András Mechwart, ihn 1894 zum Eintritt in seine Firma bewegen konnte, wo er auch auf Károly Zipernowsky, Ottó Titusz Bláthy und Miksa Déri traf. Kurz danach wurde er Leiter der Konstruktionsabteilung, wobei er sich besonders mit der Anwendung von Drehstrom für Bahnanlagen beschäftigte. Zu diesem Zweck richtete er eine 800 Meter lange Versuchsstrecke auf dem Firmengelände ein. Das erste Ergebnis war der Bau einer Drehstrom-Straßenbahn in Évian-les-Bains, die dem Transport von Hotelgästen diente. Nach einer Studienreise 1897 durch die USA war die Bahnelektrifizierung seine weitere Haupttätigkeit. Als im gleichen Jahr die italienische Bahngesellschaft Rete Adriatica ihre Strecke entlang des Comer See elektrifizieren wollte, war nur Ganz bereit, diese Arbeiten durchzuführen. Kandó entwickelte dafür ein spezielles Drehstromsystem, an dem fast alles neu war. Am 4. September 1902 konnte der Betrieb aufgenommen werden. Ebenfalls 1902 wurde eine ähnliche Bahn in der Munitionsfabrik in Wöllersdorf in Betrieb genommen. Dieses System breitete sich dann in ganz Oberitalien aus und war bis 1976 in Betrieb.
Da auf Druck von Großbanken die Bahnelektrifizierung und der Elektrolokomotivbau in Ungarn eingestellt wurde, zog Kandó 1907 nach Vado Ligure, wo er die Güterzuglokomotive FS E.550 für die Giovi-Linie konstruierte. Von ihr und ihren Nachfolgebauarten sind bis 1930 369 Stück gebaut worden. Nachdem seine Frau schon 1913 verstorben war, schickte er nach Ausbruch des Ersten Weltkrieges seine Kinder zurück nach Ungarn und kehrte dann bald mit einem Umweg über die Schweiz selbst zurück. Er wurde zum Militärdienst eingezogen und Referent für Kohleversorgung der Eisenbahnen im Kriegsministerium in Wien. Die sich abzeichnende Kohlekrise führte zu einer Studie über die Versorgung des Bahnnetzes mit dem 50-Hz-Wechselstromsystem. Auf Betreiben von Ganz wurde er 1917 vom Kriegsdienst befreit und Generaldirektor der gesamten Firma. Trotzdem setzte er auch seine Arbeit als Lokomotivkonstrukteur fort und entwarf Lokomotiven für die Compagnie du chemin de fer de Paris à Orléans und die italienische Lokomotivfabrik Romeo.

Prinzipskizze des Kandó-Antriebs

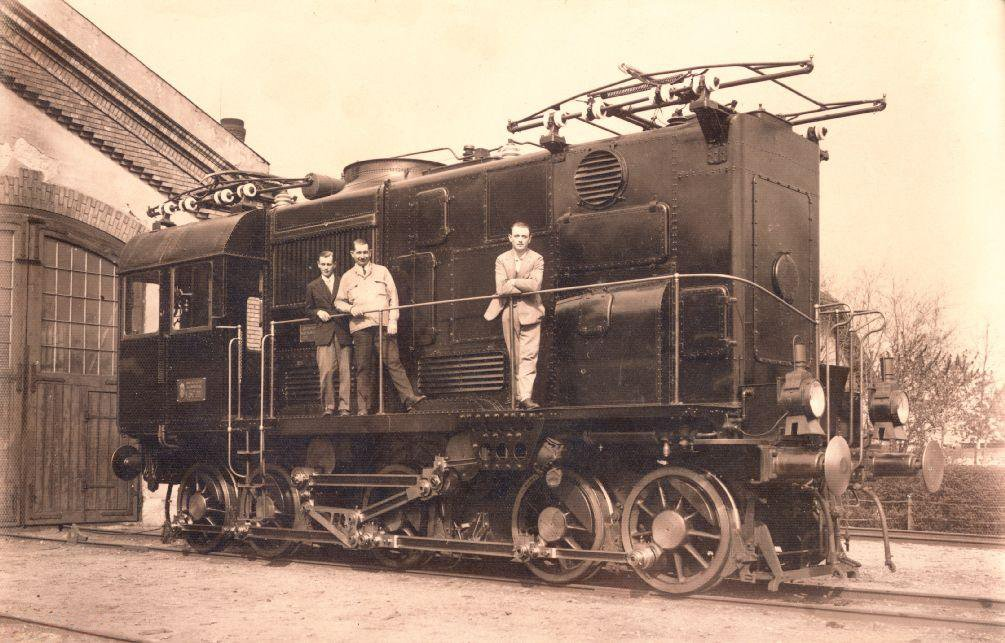
Versuchslokomotive V 50

Der Kandó-Stangenantrieb wurde von ihm eingeführt und erstmals bei den Drehstrom Elektrolokomotiven der FS, Baureihe E 552 angewendet.
1922 legte Kandó wegen der starken Inanspruchnahme durch die Konstruktionsarbeiten seine Funktion als Generaldirektor nieder und wurde unter anderem von der amerikanischen Firma Westinghouse als Berater verpflichtet. Ebenfalls in diesem Jahr verlieh ihm die Universität die Ehrendoktorwürde. 1923 wurde unter der Leitung von Kandó versuchsweise eine 15 km lange Strecke ausgehend vom Budapester Westbahnhof mit Einphasenwechselstrom elektrifiziert. Die konstruktiv von der E 552 abgeleitete jedoch mit Einphasenwechselstrom betriebene Probelokomotive – die spätere Reihe V50 – war bei Testfahrten im Jahr 1928 ein solcher Erfolg, dass die Elektrifizierung zwischen Budapest und Hegyeshalom nach dem 16-kV-/50-Hz-System beschlossen wurde. Dabei zeigte sich, dass Kandós Überlegungen zwar richtig waren, es aber noch etliche Probleme zu lösen gab. Nachteile bei der V 50 waren der komplizierte Aufbau des maschinellen Teils und auch, dass die Lokomotive nur mit wenigen Fahrstufen für feste Dauergeschwindigkeiten betrieben werden konnte. Da der Leistungsunterschied zu den österreichischen Dampflokomotiven jedoch deutlich war, wurden auf Wunsch des Direktors der Lokomotivfabrik Floridsdorf, Arnold Demmer, noch eine Güterzug-Lokomotive, die BBÖ 1180.001, und eine Schnellzug-Lokomotive, die BBÖ 1470.001 geordert. Die Probefahrten verliefen hier jedoch nicht erfolgreich, so, dass die Maschinen noch im selben Jahr an die Lieferanten retourniert wurden. Hauptgrund war, dass das Phasenwandlersystem für das österreichische 15-kV-/16⅔-Hz-System kaum geeignet war.
Die spätere Erweiterung des elektrischen Drehstrom-Antriebs um einen eingebauten rotierenden Phasenumformer, der eine Speisung aus dem Einphasenstrom-Netz erlaubte, wird vielfach dem „Kandó-System“ zugerechnet. So waren auch die Lokomotiven der Baureihe V40 unter der Bezeichnung Kandó bekannt. Als letzte nach der Bauart Kandó konstruierte Elektrolokomotive war die MÁV-Baureihe V55, die jedoch schon einen Einzelachsantrieb hat.
Kálmán Kandó verstarb 1931 an einem Herzinfarkt.

## Würdigung
Die ungarische Post widmete ihm 1948 und 1968 je eine Briefmarke.